# 一翁院豪
一翁 院豪（いちおう/いっとう いんごう）は、鎌倉時代中期の臨済宗の僧。

## 経歴・人物
寛元年間、はじめに宋に渡り、径山の無準師範に参じる。帰国後、上野国世良田の長楽寺の住持となる。文応元年（1260年）、兀庵普寧が建長寺に入ると参じ、また弘安2年（1279年）には建長寺に入った無学祖元に一偈を呈して印可を受け、法嗣となる。のち長楽寺に帰り、ほどなく示寂する。